# Боуэлл, Макензи
Маке́нзи Бо́уэлл (англ. Mackenzie Bowell, 27 декабря 1823, Англия — 10 декабря 1917, Онтарио) — канадский политический деятель. Пятый Премьер-министр Канады (21 декабря 1894 — 27 апреля 1896). Один из двух премьер-министров, происходивших из Сената.
В 1867, после Канадской Конфедерации, он был избран в Палату общин от консервативной партии. Боуэлл вошел в кабинет в 1878 году и работал при трех премьер-министрах: (Джон А. Макдональд, Джон Эбботт, Джон Томпсон). Он занимал пост министра таможни (1878—1892), министра милиции и обороны (1892), министра торговли и коммерции (1892—1894). В 1892 году Боуэлл был назначен в Сенат. В следующем году он стал лидером правительства. В декабре 1894 Джон Томпсон неожиданно умер в офисе, в возрасте всего лишь 49 лет. Граф Абердин, губернатор Канады назначил Боуэлла на его пост премьер-министра, из-за его статуса самого старшего члена Кабинета Министров. Главной проблемой премьерства Боуэлла был языковой вопрос школы в провинции Манитоба. Его попытки пойти на компромисс отдалили членов его же собственной партии, и после восстания Кабинета министров в начале 1896 года он был вынужден уйти в отставку, уступив пост Чарльзу Тапперу.

## Личная жизнь и участие в тайных сообществах
Боуэлл родился в Рикингелл, Саффолк, Англия, в семье Джона Боуэлла и Элизабеты Маршалл. В 1832 году его семья эмигрировала в Белвилл, провинция Онтарио. Боуэлл поступил учеником к владельцу местной газеты Белвилл Интеллигенсер, и в конце концов стал ее владельцем и собственником.
Он был масоном, оранжистом, потом стал Гроссмейстером Британского Ордена в Северной Америке (1870—1878). В 1847 году он женился на Гарриет Мур (11 мая 1828 — 2 апреля 1884). У них родились пять сыновей и четыре дочери.

## Политическая карьера
Боуэлл был впервые избран в канадскую палату общин в 1867 году от консервативной партии, и его первой рабочей поездкой была поездка к северу Гастингса, Онтарио. Он занимал свое место для консерваторов, когда они проиграли выборы в январе 1874 года, в результате Тихоокеанского скандала. В 1878 году, когда консерваторы стали главными, он вошел в состав кабинета в качестве министра таможни. В 1892 году он стал министром милиции и обороны. Грамотный, трудолюбивый администратор, Боуэлл остался в кабинете как министр торговли и коммерции. После его визита в Австралиюю в 1893 году, он провёл первую конференцию администрации британских колоний и территорий в Оттаве в 1894 году. Был лидером правительства в Сенате (31 октября 1893 года).
В должности Премьер-Министра (1894—1896)

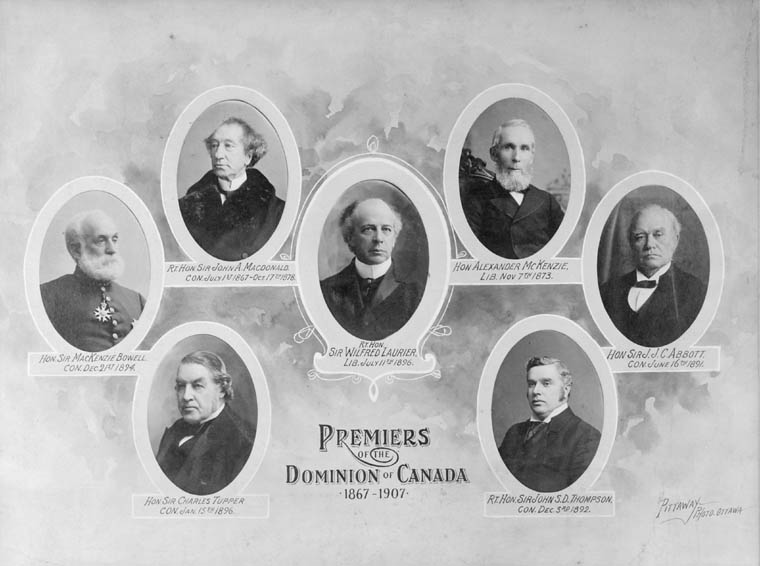
Семь премьер-министров (1867—1907)

В декабре 1894 года премьер-министр сэр Джон Спэрроу Дэвид Томпсон умер внезапно и Боуэлл, как самый по возрасту старший министр, был назначен вместо Томпсона генерал-губернатором. Таким образом Боуэлл стал вторым из двух премьер-министров Канады (после Джона Эбботта), которые занимали эту должность во время службы в Сенате, а не в палате общин.
Премьер-министром, Боуэлл столкнулся с языковым вопросом школы города Манитоба. В 1890 году в Манитоба было отменено государственное финансирование религиозных школ(католических и протестантских), хотя многие считали, что это противоречит положениям Манитобского акта «О поддержке религиозных школ» 1870 года. Однако с Судебный Комитет Тайного Совета постановил, что отмена акта согласуется с «Законом о положении Манитобы».Во втором комитет постановил, что федеральный парламент имел право принимать процессуальное законодательство в силу Манитобы для восстановления средств. Боуэлл и его предшественники пытались решать эту проблему, которая разделила страну, правительство, и даже его собственный Кабинет. Ему было тяжело все контролировать из-за своей нерешительности и несостоятельности, как сенатора, принять участие в дебатах палаты общин. Боуэлл поддержал новое законодательство, которое позволяло Манитобе восстановить свои школы в католические, но потом, к его сожалению, решение вернуть всё назад отложили из-за возникшей оппозиции в его Кабинете. С обычной хозяйственной власти в тупик. Кабинет Боуэлла решил, что он был некомпетентен. Хотя Боуэлл осудил их как «гнездо предателей», он вынужден был согласиться уйти в отставку. После десяти дней со дня отставки Боуэлла правительственный кризис был разрешён, и вопросы, казалось бы, нормализовалось. Шесть министров были восстановлены, а руководство тогда стало эффективно выполняться Чарльзом Таппером, он и стал седьмым министром. Таппер был канадский Верховный комиссар в Великобритании, был отозван плоттерами для замены Боуэлл. Боуэлл официально подал в отставку и уступил место Тапперу в конце парламентской сессии.
На закате жизни
Боуэлл остался в Сенате, был лидером своей партии до 1906 года, а потом обычным сенатором до самой смерти, больше никогда не занимал министерские посты. Он умер от пневмонии в Белвилл, когда оставалось семнадцать дней до его 94-го дня рождения. Он был похоронен на кладбище Белвилл.
На его похоронах присутствовали представители Ордена оранжистов.
Потомки Макензи Боуэлла живут в Хартфордширде (Англия) и в канадском Онтарио.
В 1998 году в исследовании канадских премьер-министров (до Жана Кретьена включительно) Джек Гранатштейн и Норман Хиллмер пришли к выводу, что Боуэлл занимает 19-е (из 20-ти) место в рейтинге премьер-министров Канады.